# Ptačí zob vejčitolistý
Ptačí zob vejčitolistý (Ligustrum ovalifolium) je polopadavý keř pěstovaný nejčastěji jako živý plot. Pochází z Japonska a Koreje. Někdy je také známý jako japonský ptačí zob.

## Popis

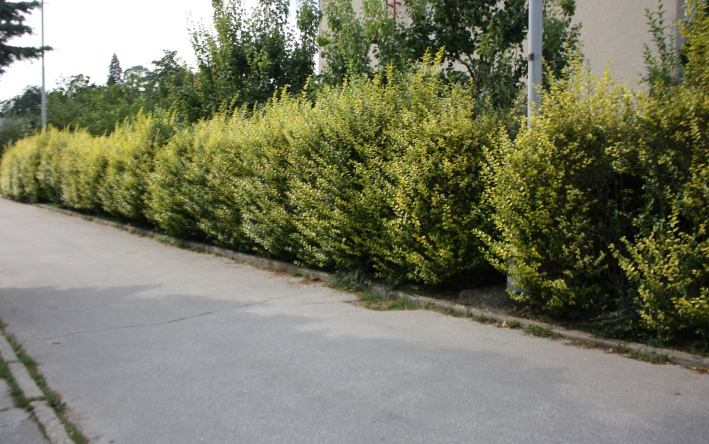
Živý plot kultivaru "Aureum"

Nepříliš široké vystoupavé keře, téměř nepravidelné, s relativně řídkým habitem, rostoucí až do výšky 2-3 m. Tvarované keře vytvářejí však hustý téměř jednolitý povrch. Pravidelně řezané tmavě zelené kultivary působí vážně, až poměrně stroze.
Listy celokrajné ,vstřícné, lesklé kožovité. Květy jsou malé a vonné, bílé, čtyřcípé, podobné šeříku, vyrůstají v květenstvích, v latách. Kvete od června do září. Plody jsou malé (6–8 cm), fialové až černé, peckovice, jedovaté pro člověka, ale ne pro ptáky. Větvičky jsou rovné, relativně tenké a štíhlé, v mládí se světlehnědou, světlou kůrou s nazelenalým nádechem. Starší větvičky mohou mít kůru téměř černou, nebo našedlou.

## Pěstování
Dobře roste na slunci i v polostínu, ve stínu má řídké olistění. Všechny druhy jsou málo náročné na půdní podmínky, ale nejlépe jim vyhovuje propustná živná půda, dobře zásobená vodou (snesou ale i sucho). Nesnášejí přemokření. Dobře snáší exhalace a pokud nejsou přehnojeny dusíkem, nenamrzají.

## Množení
Řízkováním od poloviny léta, nebo kultivary roubováním na Ligustrum vulgare,nebo původní druh.

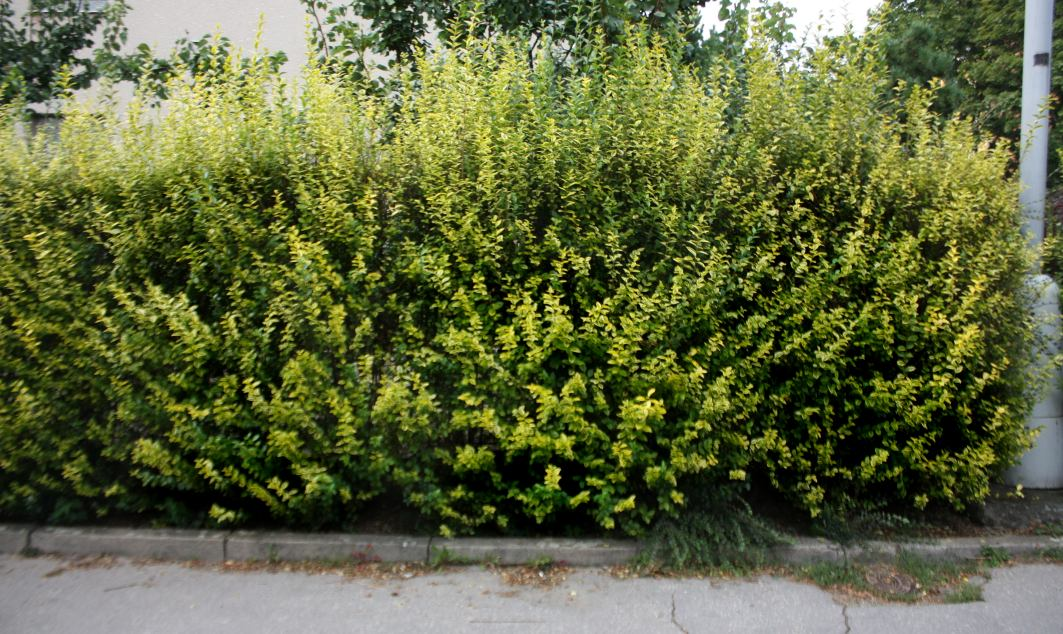
Živý plot kultivaru "Aureum"

## Kultivary
Je pěstováno několik kultivarů, které se liší výrazným zbarvením.
- 'Aureum'[3]
- 'Argenteum'[4]
- 'Multiflorum' tmavě zelené listy
- 'Tricolor' bělavě a žlutě lemované listy.Růžový nádech při rašení.[L 1]

## Použití
Ptačí zob lze libovolně upravovat řezem. Používá se do výsadeb a jeho barevné kultivary i jako solitéry. Ve francouzských parcích nachází uplatnění právě pro snadnou úpravu řezem. Lze jej pěstovat i jako bonsai.

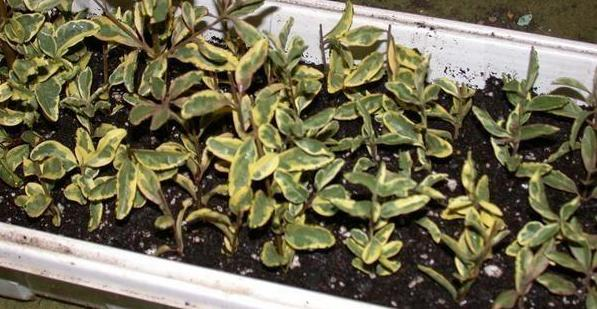
Řízkování rostlin kultivaru "Aureum"
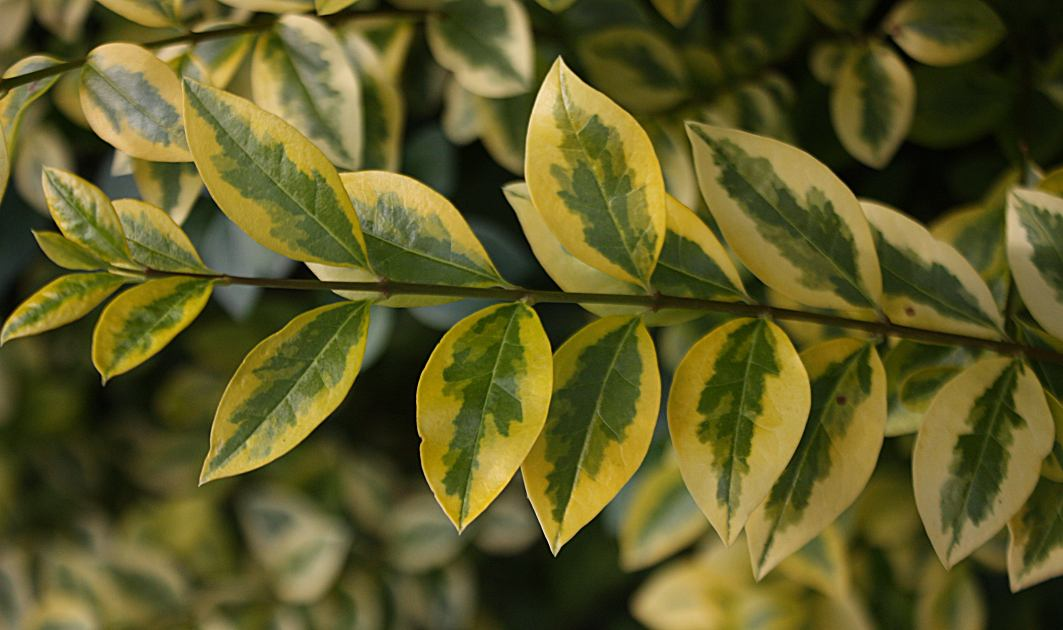
List kultivaru "Aureum"
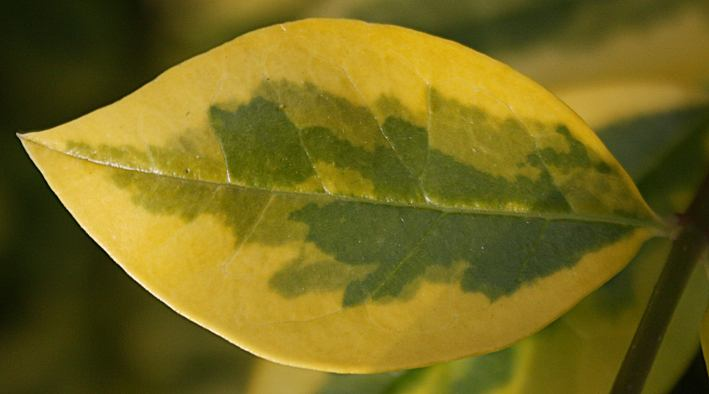
List kultivaru "Aureum" (detail)